# Box Office Mojo
Box Office Mojo là một trang web chuyên theo dõi doanh thu phòng vé theo một hệ thống thuật toán. Năm 1999, trang web được đi vào hoạt động bởi Brandon Gray. Năm 2002, Gray hợp tác với Sean Saulsbury và khi đó trang web của họ có gần hai triệu độc giả. Vào tháng 7 năm 2008, quyền điều hành của Box Office Mojo được chuyển nhượng cho Amazon.com thông qua công ty con là Internet Movie Database.
Hiện nay, theo dõi vẫn được thực hiện rất chặt chẽ đến từng ngày, lập bảng thực tế của các nhà phân phối, làm cho xu hướng chung của một bộ phim có thể được biết đang còn "ăn khách hay không".
Phần thông tin quốc tế bao gồm doanh thu các phòng vé hàng tuần của 50 vùng lãnh thổ, bao gồm thông tin lịch sử phòng vé từ hơn ba châu lục, cũng như cung cấp thông tin về kết quả phòng vé cho mỗi phim đến từ 107 vùng lãnh thổ. Trang web cũng tạo ra một biểu đồ tổng thể trong tuần, kết hợp tất cả lợi nhuận phòng vé trên khắp thế giới, bao gồm Hoa Kỳ và Canada. Bảng xếp hạng tổng thể cuối tuần thể hiện kết quả doanh thu của 40 bộ phim dẫn đầu cũng như khoảng 50 bộ phim chưa được xếp hạng khác.

## Lịch sử
Brandon Gray bắt đầu trang web vào năm 1999. Năm 2002, Gray hợp tác với Sean Saulsbury và phát triển trang web tới gần hai triệu độc giả.  Trong tháng 7 năm 2008, công ty đã được mua bởi Amazon.com thông qua nó chi nhánh, IMDb.
Từ 2002 đến 2011, Box Office Mojo đã có diễn đàn. Các diễn đàn đã có hơn 16.500 người dùng đăng ký. Vào ngày 2 tháng 11 năm 2011, các diễn đàn đã chính thức đóng cửa cùng với bất kỳ tài khoản người dùng nào và người dùng được mời tham gia bảng tin của IMDb. Các diễn đàn IMDb sau đó đã đóng cửa vào ngày 20 tháng 2 năm 2017.
Vào ngày 10 tháng 10 năm 2014, tất cả lưu lượng truy cập vào Box Office Mojo đã được chuyển hướng đến trang phòng vé của IMDb,  trước khi quay lại vào ngày hôm sau.
Vào ngày 23 tháng 10 năm 2019, Box Office Mojo đã tiết lộ một thiết kế lại ấn tượng giống như IMDb và được đổi tên thành "Box Office Mojo bởi IMDbPro". Thiết kế lại đã bị chỉ trích nặng nề vì khó điều hướng và di chuyển phần lớn nội dung của nó đằng sau một tường thành. Một số tính năng trước đây được cung cấp miễn phí, chẳng hạn như dữ liệu phòng vé cho nhượng quyền thương mại, thể loại, diễn viên, nhà làm phim, nhà phân phối, ngân sách và số liệu điều chỉnh lạm phát đã được chuyển đến IMDbPro, dịch vụ đăng ký của IMDb.